# Look What I Almost Stepped In...
Look What I Almost Stepped In... is het achtste studioalbum van de Californische punkband The Vandals. Het album werd uitgegeven op 29 augustus 2000 door Nitro Records.
Dit was het laatste album van de band dat was uitgegeven op dit label, want het jaar daarop stapten ze over op hun eigen label Kung Fu Records. De vaste drummer van de band, Josh Freese, heeft niet meegewerkt aan dit album vanwege ander muzikale bezigheden. Als vervanging vroegen ze de drummer Brooks Wackerman (later Bad Religion), die al eerder met de band op tours had gespeeld.
Enkele gastartiesten hebben aan dit album meegewerkt, waaronder: Dexter Holland van The Offspring, Jack Black en Kyle Gass van Tenacious D, musicus/acteur/scenarist Scott Aukerman en leden van de band Bigwig.

## Nummers
Alle nummers geschreven door Warren Fitzgerald, behalve waar anders wordt aangegeven.
1. "Behind the Music" - 2:44
2. "Sorry, Mom and Dad" - 2:34
3. "Go" - 2:17
4. "The New You" - 2:41 (Fitzgerald/Quackenbush)
5. "Flowers Are Pretty" - 3:17
6. "Jackass" - 3:20 (Escalante/Dexter Holland)
7. "What About Me?" - 2:20
8. "You're Not the Boss of Me (Kick It)" - 3:21 (Quackenbush)
9. "I'm the Boss of Me" - 2:00
10. "That's My Girl" - 2:26
11. "Get a Room" - 2:48
12. "San Berdu" - 3:13
13. "Crippled & Blind" - 2:25 (Quackenbush)
14. "Fourteen" - 3:04